# حیدر حسن
حیدر حسن (عربی: حيدر حسن؛ زادهٔ ۲۰ اکتبر ۱۹۸۲) ورزشکار هنرهای رزمی ترکیبی اهل عراق و ساکن ایالات متحده آمریکا است. وی از سال ۲۰۰۹ میلادی تاکنون مشغول فعالیت بوده‌است.